# ذخیره‌گاه طبیعی کوساولسای
ذخیره‌گاه طبیعی کوساولسای در دامنه‌های شمالی یال کوه ترکستان به سمت شمال از گردنه شهرستان از جاده دوشنبه خجند واقع شده‌است. از غرب با جمهوری ازبکستان همسایه است. دارای شیب تند بسیار سنگلاخی و در برخی نقاط ارتفاع آن به ۲۷۰۰–۳۰۰۰ متر می‌رسد. هدف اصلی تأسیس این ذخیره‌گاه حفاظت از توده جنگلی ارس است که پوشش گیاهی آن توسط سه گونه ارس نشان داده می‌شود. این ذخیره‌گاه زیستگاه حیواناتی همچون خرگوش صحرایی شرقی، خرس، گراز وحشی، گوسفند بزرگ‌شاخ، بز و غیره است.